# Let There Be More Light
„Let There Be More Light“ je skladba britské rockové skupiny Pink Floyd, jejím autorem je baskytarista Roger Waters. Píseň byla poprvé vydána v červnu 1968 na albu A Saucerful of Secrets, kde byla zařazena jako první v pořadí, a poté v srpnu téhož roku jako singl (pouze v USA).

## Kompozice
Skladba začíná opakující se důraznou basovou linkou, po které následuje první sloka s jemnějšími vokály Ricka Wrighta podporovanými šeptáním Rogera Waterse. Po ní je zařazen tvrdší refrén zpívaný Davidem Gilmourem, přičemž tato sestava sloka – refrén v témže obsazení trvá až do poloviny skladby. V posledních dvou minutách zazní kytarové sólo Davida Gilmoura, vůbec první, které oficiálně vyšlo na nahrávkách Pink Floyd. Je charakteristické Gilmourovou osobitou hrou jednotlivých not, jejichž zvuk je upraven kytarovými efekty jako zkreslení nebo echo.
Roger Waters se pro píseň „Let There Be More Light“ inspiroval úmrtím Pipa Cartera z Cambridge, který pro Pink Floyd pracoval nějaký čas jako bedňák. V předposledním refrénu se nachází text „Was Lucy in the sky“, odkaz na píseň „Lucy in the Sky with Diamonds“ skupiny The Beatles.

## Živé a alternativní verze
Píseň „Let There Be More Light“ byla zařazena na koncertním repertoáru Pink Floyd v letech 1968 a 1969, její provedení dosahovalo i osmi minut. První doloženou živou verzi skladby „Let There Be More Light“ odehrála skupina 20. února 1968 v pařížském studiu francouzské televize ORTF při natáčení pro pořad Bouton Rouge, který byl vysílán o čtyři dny později. Naopak zřejmě naposledy v podání Pink Floyd zazněla jako přídavek na koncertě 7. listopadu 1969 v Londýně. V roce 2018 byla skladba zařazena na program debutového turné skupiny Nick Mason's Saucerful of Secrets.
Originální verze skladby o délce 5 minut a 39 sekund byla nahrána mezi lednem a květnem 1968 v EMI Studios a vyšla 28. června 1968 jako první píseň na albu A Saucerful of Secrets. 19. srpna téhož roku vyšla zkrácená verze skladby o délce přesně 3 minuty také v USA jako singl s B stranou „Remember a Day“ (katalogové číslo: Tower 440). Pokud se nepočítají box sety se zařazeným celým albem A Saucerful of Secrets, nevyšla píseň „Let There Be More Light“ na žádném kompilačním albu.

## Původní sestava
- David Gilmour – elektrická kytara, zpěv
- Rick Wright – varhany Farfisa, Hammondovy varhany, zpěv
- Roger Waters – baskytara, šepot
- Nick Mason – bicí, perkuse